# 쇼군 (드라마)
《쇼군》(영어: Shōgun)은 FX에서 2024년 2월부터 방영, 미국에서 제작된 일본의 역사 드라마이다.